# クリスティーン・ジョーゲンセン
クリスティーン・ジョーゲンセン（Christine Jorgensen、 1926年5月30日 - 1989年5月3日）は、アメリカ出身の女優であり、アメリカの著名人の中で初めて性別適合手術を行なった人物である。1926年、アメリカ・ニューヨーク州のブロンクス区に生まれ、出生時は男性と割り当てられる。アメリカ軍の軍曹として朝鮮戦争にも参加。除隊後1950年デンマーク・コペンハーゲンに行き、クリスティアン・ハンブルガー博士の治療を受ける。4ヶ月のホルモン治療ののち、男性性器の除去と外見の女性化の手術を受けた。
アメリカに帰国後、1952年に彼女の性別移行がデイリーニューズ紙で報道され、有名になった。
1989年に肺がんのためカリフォルニア州サクラメントで死去。

## 関連書籍
- 『キュロテ　世界の偉大な15人の女性たち』訳：関澄かおる、DU BOOKS、2017年10月、ISBN 978-4-86647-018-4。